# Zinkensdamm

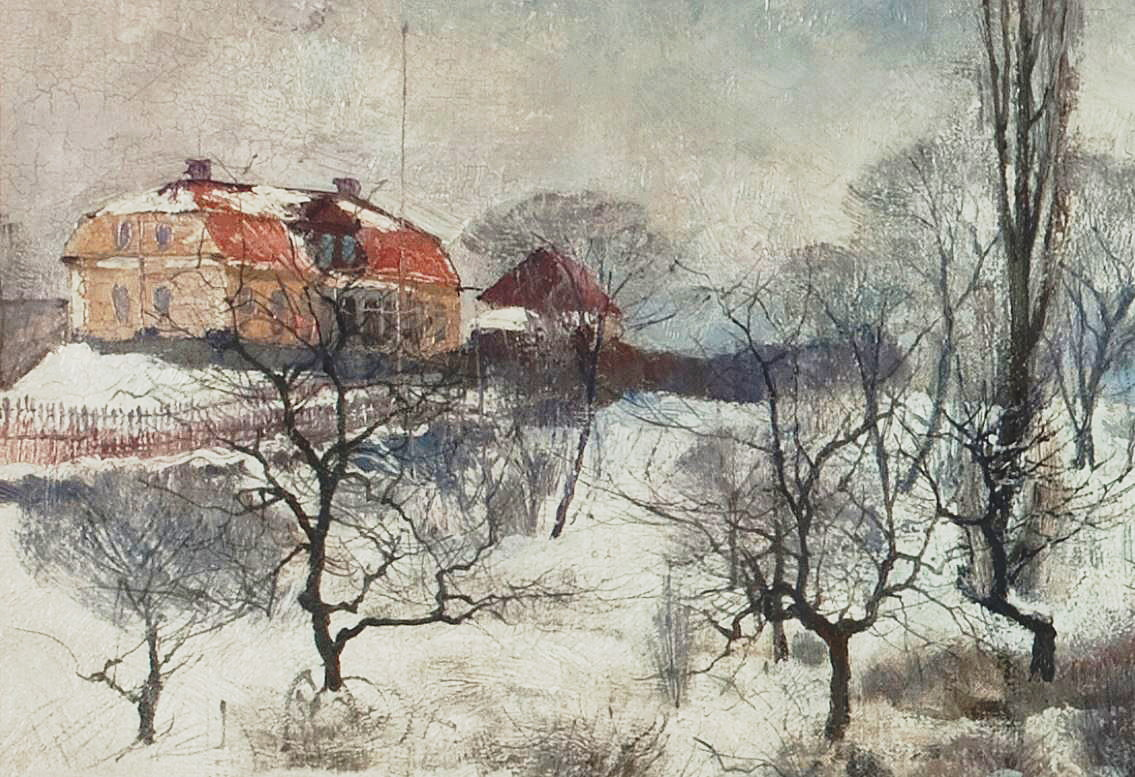
Zinkensdamms gård målning av Anton Genberg (beskuren) 1888.

Zinkensdamm är ett informellt område i stadsdelen Södermalm i Stockholms innerstad strax öster om Hornstull. Platsen har fått sitt namn efter Frantz Zinck som bodde på gården i endast fem år på 1600-talet (och som formellt sett aldrig ägde den). Malmgården Zinkensdamm revs 1934, men namnet lever kvar i bland annat Zinkensdamms IP och Zinkensdamm tunnelbanestation samt Zinkens Odlarförening som har ett 30-tal kolonilotter vid Zinkens väg. Basområdet Zinkensdamm hade 2 165 invånare år 2005.

## Historik

### Drakenhielm anlägger karpdammar
Den rike generaltullförvaltaren Wilhelm Böös Drakenhielm, som 1650 anförtrotts förvaltningen av medlen från stora sjötullen, placerade sin stora förmögenhet i jordegendomar. Drakenhielm köpte 1668 en stor egendom i kvarteret Krukmakaren i närheten av området "Västertull". Området bestod till en stor del av "höga berg, som är odugelige" och lämpade sig inte för bebyggelse. Det var i stället sannolikt behovet av karpdammar, ett "måste" för en finansman på 1600-talet, som låg bakom köpet. Egendomen kallas i Holms tomtbok för Drakenhielms "store träägårdh och carpedammar". Sjön Fatburen, som låg mitt på Södermalm vid nuvarande Södra stationsområdet, hade sitt utlopp ("Rännilen") i Årstaviken i Tantoområdet. Karpdammarna anlades vid utbuktning av Fatburssjöns utflöde, det så kallade "Södre Stora Stads diket".
När Drakenhielms ekonomiska situation snabbt försämrades av kung Karl XI:s reduktionspolitik övergick egendomen till riksrådet och presidenten i Statskontoret Claes Fleming. När så den blott 36 år gamle Fleming dog totalt utarbetad och utblottad år 1685 övergick egendomen till hans änka Anna Cruus.

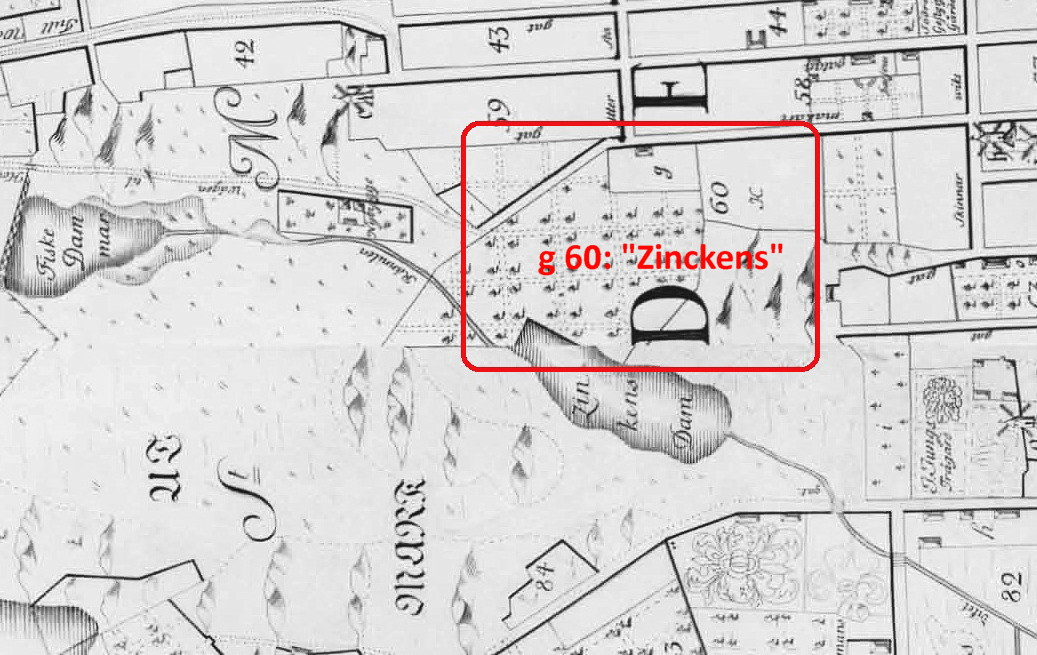
Zinkensdamm 1733.
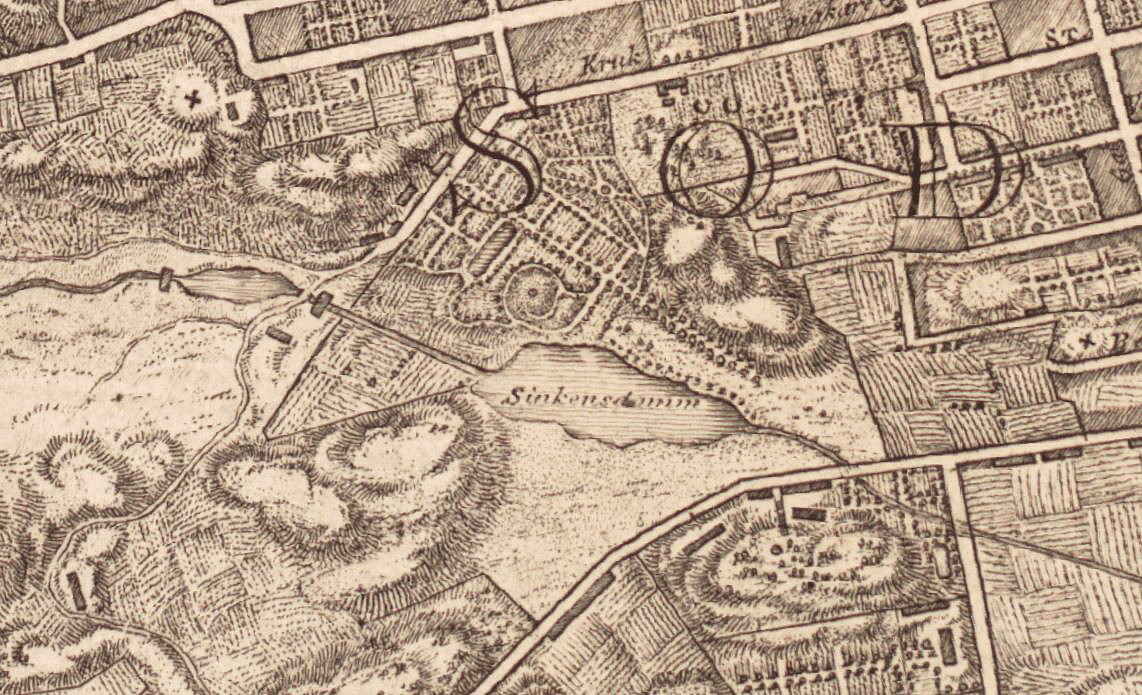
Zinkensdamm 1805.
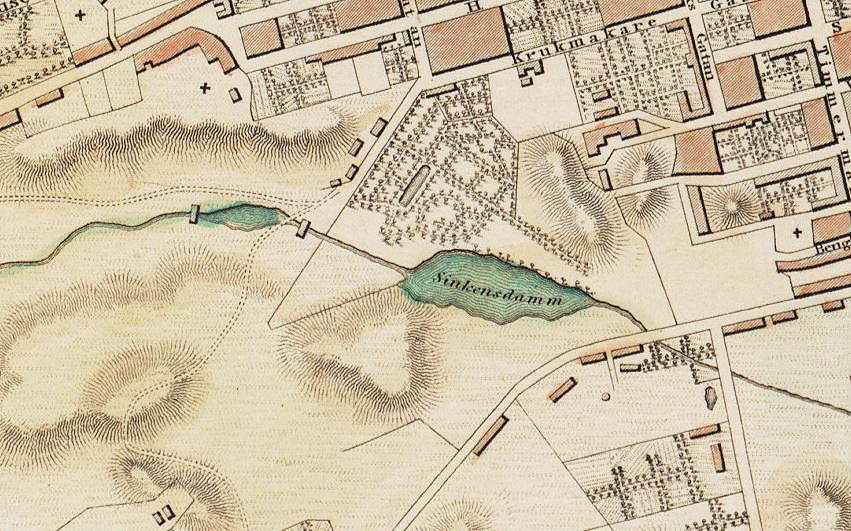
Zinkensdamm 1836.
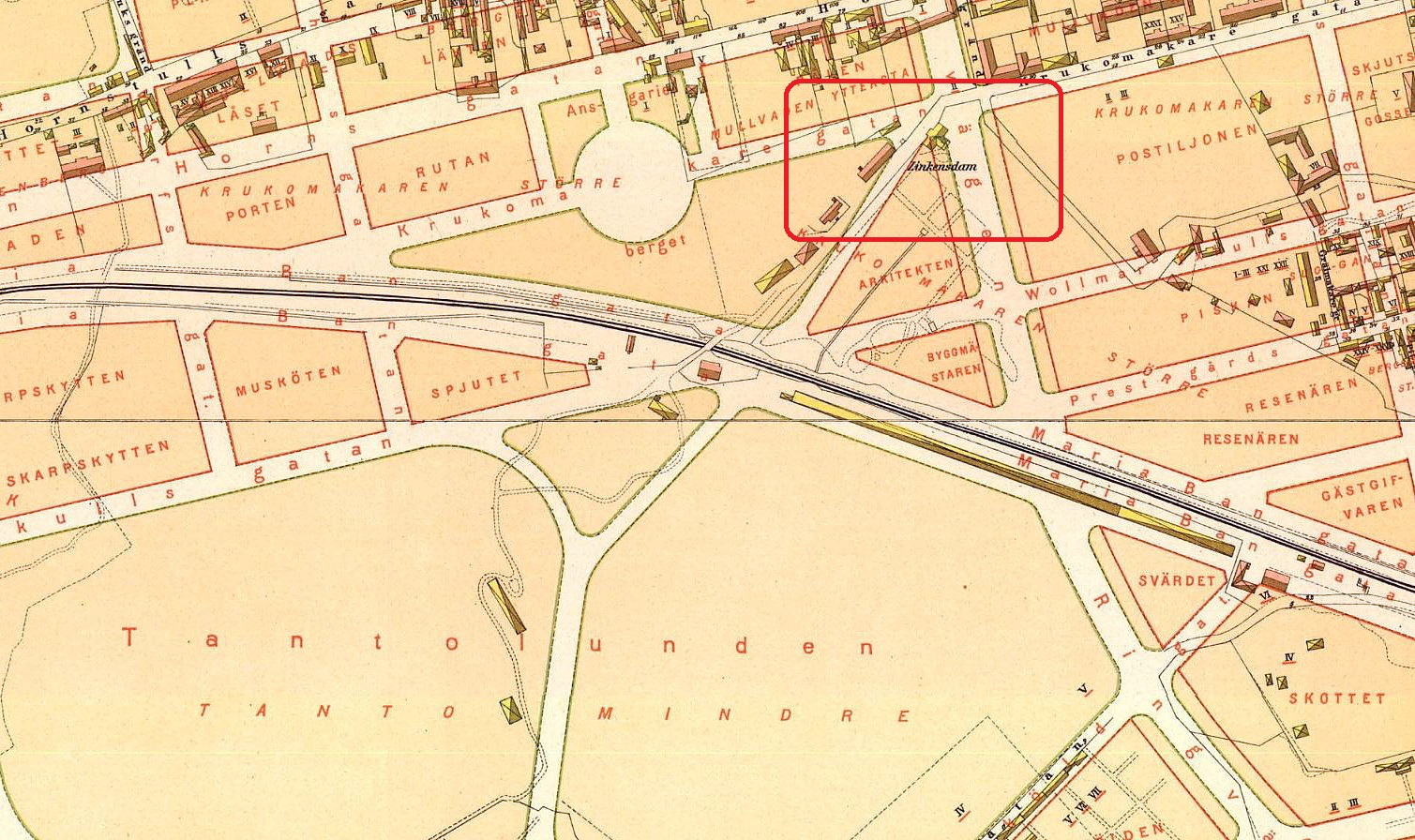
Zinkensdamm 1885.

### Frantz Zinck flyttar in
Anna Cruus sålde samma år (1685) gården till köpmannen Frantz Zinck, som var en stor klädesleverantör till kronan. Zinck hade dock problem med att betala köpeskillingen. Zinck bodde på Zinkensdamm och avled "natten mellan 4:de och 5:te dag jul" 1690 i hemmet hos en viss Baltzar Dreiser. Zincks fasta egendom redovisas i bouppteckningen som en "trägård uti Södre Förstaden ytterst vid Danto belägen, hvilken sahlig mannen skall hafwa inköpt och sig tillhandlat av Hennes Nåde Grefwinnan Anna Kruus för 36 000 kmt. Men som han samma summa eij skall hafwa betalt utan ännu något skall restera, hwars quantum man intet bekommit wetta, hwarföre kunde dhe deputerade eij gården ibland egendommens summa utföra eller wärdera för än man nogare om alt detta kunnig och informerat blifwer".
Således hade Zinck visserligen innehaft egendomen invid Tanto (som ibland vid den här tiden stavades Danto) men formellt sett aldrig ägt den, då han inte klarat av att betala köpeskillingen 36 000 daler kopparmynt. Uppenbarligen hade han hamnat i stora ekonomiska svårigheter. Tillgångarna i boet var bara 879 daler, medan skulderna uppgick till 15 058 daler.

### Märkliga nattliga räder

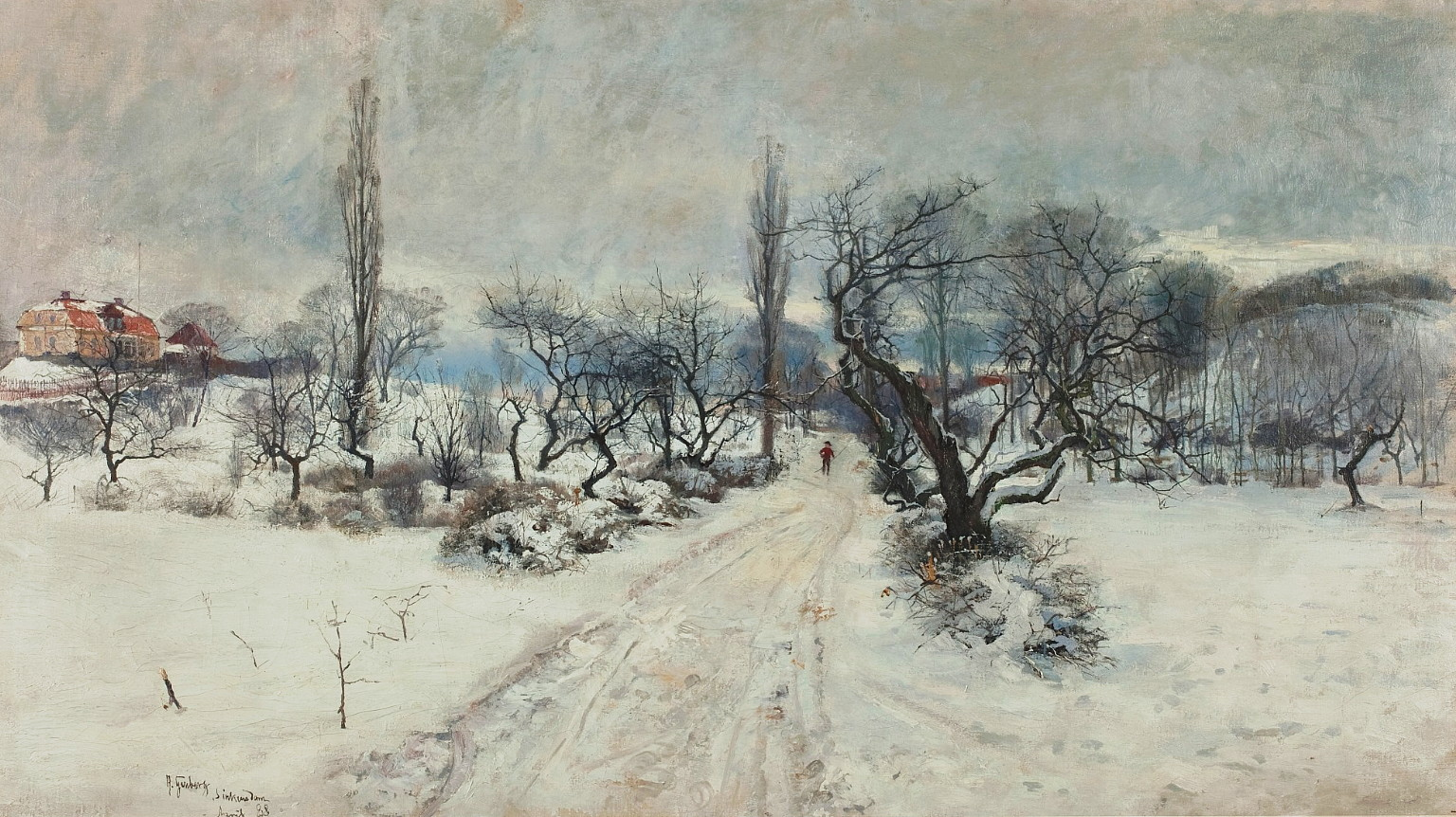
Zinkensdamm 1888 av Anton Genberg. Gården syns längst till vänster.

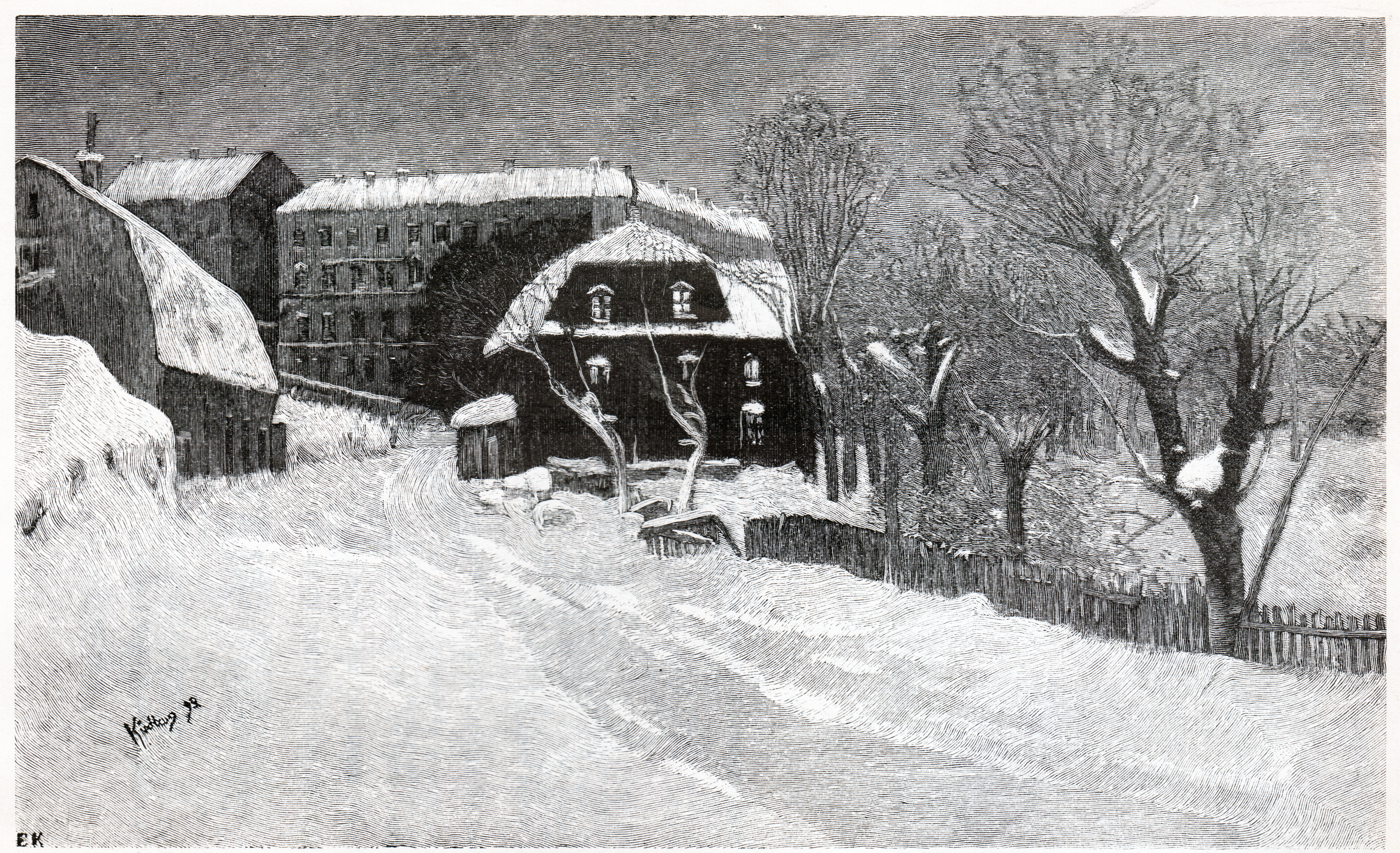
Motiv från Zinkensdamm utfört av John Kindborg 1902. Byggnaden med brutet tak är Frantz Zincks malmgård.

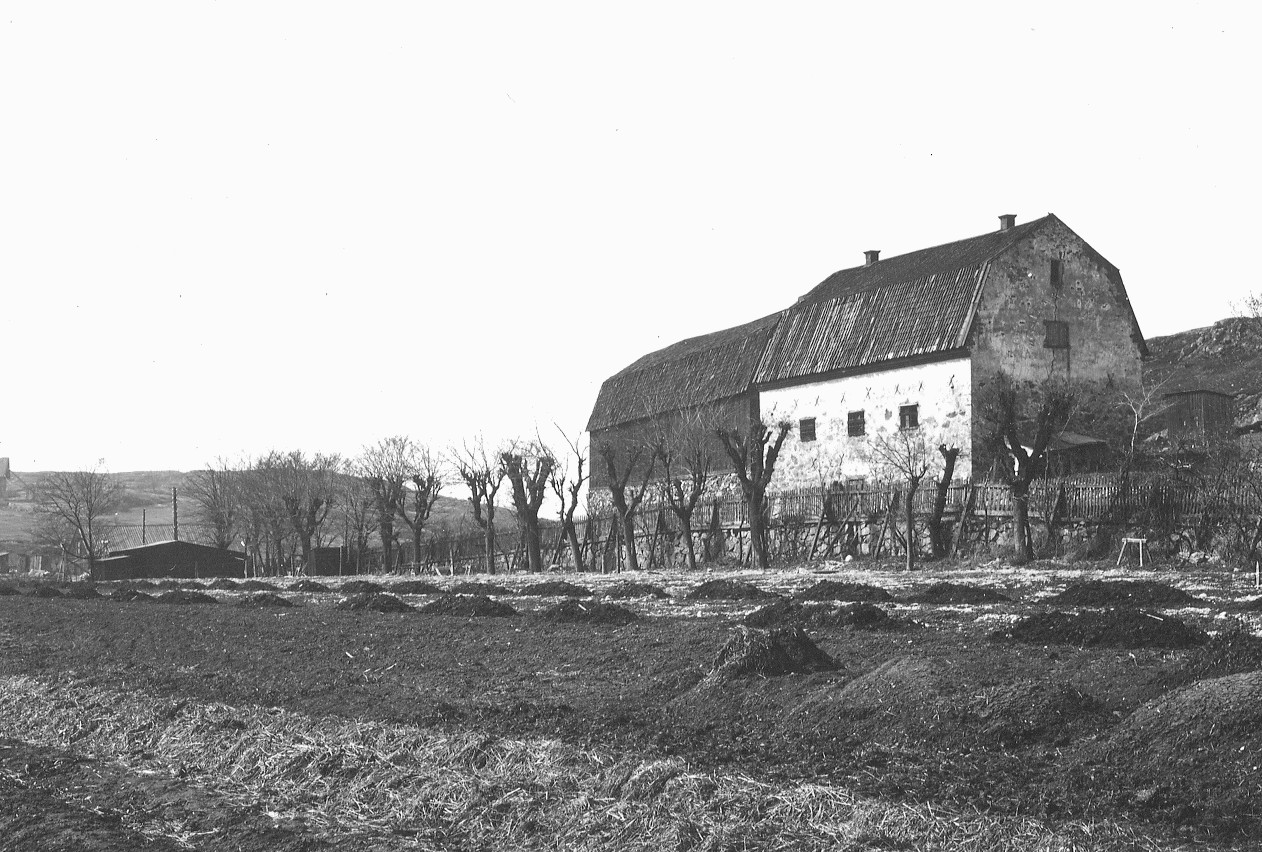
Zinkensdamms gårds ekonomibyggnader 1903. De revs 1934-1935.

Bouppteckningsmännen hade svårt att få ordning på Zincks papper, vilket så småningom fick sin förklaring när Zincks trädgårdsmästare upplyste dem om vad som hade hänt natten då Zinck dött. På typiskt snirklig 1600-talssvenska noterar de hans berättelse "att sedan sahlig Zinck är död blefwen, skall Cammarrådet wälborne Hr Joel Gripenstierna och Postdirecteuren Hr Beijer med Baltzar Dreiser samma natt klåckan 2 kommit uti malmgården och översedt egendomen sampt densamma förseglat, hafwandes sedermehra och Hr Gripenstierna och Dreisser den 30 december klåckan 11 om natten dijt kommit upbrutit signeten och låtit straxt någre säckar sängkläder bortföra, sampt ett skåp med någre saker om morgonen klåckan 7 låtit afhämpta, hwilket alt effter bemälte trägårdzmästares utsaghu här blef antecknat".
Bakom dessa nattliga räder stod sannolikt Joel Gripenstierna. Zincks affärer med kronan (försäljningen av uniformer), liksom Gripenstiernas, undersöktes vid den här tidpunkten av den mäktiga likvidationskommissionen. Joel Gripenstierna hade haft affärer ihop med Zinck och dokument av stor betydelse för hans likvidationsräkning med kronan kunde mycket väl finnas hemma hos Zinck. Boutredningsmännens slutliga utlåtande att man inte fått någon klar bild av "uti vad tillstånd den salige döde sine handlingar och förrättningar ställt och lämnat" tyder på att en hel del papper hade försvunnit.

### "Zinken" blir ett etablerat namn
Trots att Zinck således är tämligen perifer i egendomens historia – han hade visserligen bott där i fem år, men det köpeavtal han ingått hade han aldrig fullbordat – har han för alltid förknippats med platsen och med karpdammarna. Skälet till detta kan vara hans levnadsöde och de dramatiska händelserna nätterna mellan den 28 och 29 respektive den 30 och 31 december 1690, vilka tilltalat Söderbornas fantasi så mycket att namnet Zinck (eller "Zinken") bevarats till eftervärlden. Namnet "Zinckens" fick även officiell status då den infördes i Petrus Tillaeus Stockholmskarta från 1733. Där syns byggnaden (litt. g) i kvarteret Krukomakaren större (litt. 60) och i marginalen uppges g.60 som Zinckens.
Zincks köp av malmgården gick tillbaka och från Anna Cruus gick gården sedan i arv till hennes dotter Anna Fleming. Först 1736 såldes den av Anna Fleming och hennes make, fältmarskalk Hugo Johan Hamilton, till Christer Robsahm och två av hans medintressenter, Anders Berch och Olof Siöberg.

### Zinkensdamm vinner över Margreteberg
Christer Robsahm (1698-1769) började som nittonåring i riksbankens tjänst och avancerade där till kassakommissarie. Han drev ett av de första kattuntryckerierna på Söder, "Stockholms Cattune Tryck- och Wäfweri", och grundade så småningom Tanto sockerbruk i slutet av 1750-talet. Sannolikt hade han planer på att starta någon industriell verksamhet på Zinkensdamm, men i stället överlät han egendomen till en av sina kompanjoner, brukspatronen och grosshandlaren Olof Siöberg. Denne hade en stor segelduksfabrik på östra Södermalm och utnyttjade Zinkensdamm som malmgård. Enligt tidens sed döpte han gården till Margreteberg, efter sin första eller andra hustru (de hette båda Margareta). Siöberg misslyckades dock med att inarbeta namnet Margreteberg – i folkmun hade malmgården uppenbarligen kvar det hävdvunna namnet Zinkensdamm. År 1765 omtalas egendomen såsom "Zinkensdam el:r Margaretæberg" i Stadsingenjörskontorets memorialbok.
Efter Olof Siöbergs död 1756 ärvdes gården av hans änka och sedan av sonen Olof Olofsson Siöberg. Sonen avled ogift redan 1763 och Zinkensdamm övergick nu till hans två syskon, Anders Siöberg och Hedvig Margareta Nensén. Syskonen sålde sedan Zinkensdamm 1788 till handelsman Philip Marius och två år senare sålde denne egendomen vidare till Carl Adolph Grevesmühl (1744-1827).

### Grevesmühls sommarnöje

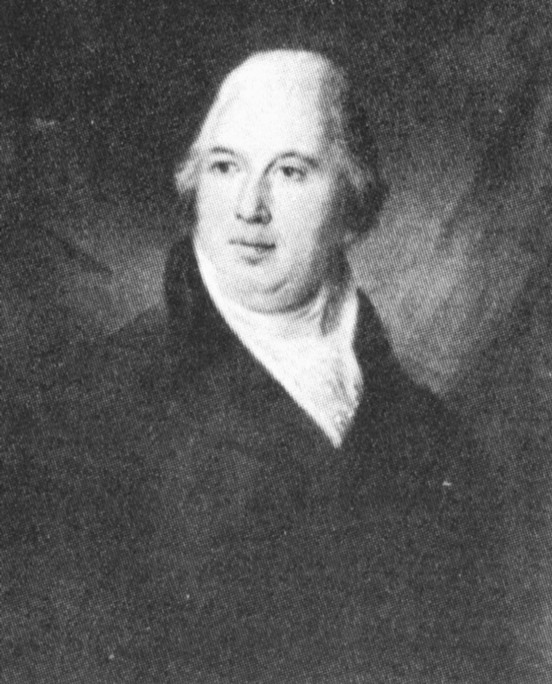
C.A. Grevesmühl.

Grevesmühl tillhörde en tysk släkt, som flyttat till Sverige i början av 1700-talet. Fadern hade en möbelbutik, där Carl Adolph, som var äldst av de åtta syskonen, började arbeta vid 14 års ålder. Butiken övertogs så småningom av sonen. Möbelaffären blev den mest populära i branschen vid den här tiden, sedan Gustav III gjort stora beställningar för att inreda slottet. Grevesmühl blev så småningom mycket välbärgad. Förutom att handla med möbler hade han två andra stora intressen – att driva skolor och att bygga. 
På Zinkensdamm ägnade han sig åt att låta bygga om och till. Först utvidgade han egendomen till 90 tunnland och därefter började han reparera husen och stenmurarna. Han lät uppföra flera boningshus och en ny huvudbyggnad. Han anlade två vattenkvarnar, en trädgård på sju tunnland, en större tobaks- och potatisplantering, tog upp åker och lät uppföra en ladugård av sten för arton kor. Till egendomen hörde även en väderkvarn, som stod på Ansgarieberget där Zinkendammsskolan finns idag. Kvarnen blev känd under namnet Michel Jöranssons kvarn och Lilla Krokan. Zinkensdamms malmgård fungerade som familjen Grevesmühls sommarnöje.
När Grevesmühl år 1810 köpt säteriet Herresta nära Gripsholm, blev detta familjens nya sommarnöje. Zinkensdamm såldes därför i mars 1811 till apotekaren Carl Göransson. Under 1800-talet hade Zinkensdamm därefter olika ägare tills slutligen egendomen 1886 av staden lades ut till det parkområde, som senare fick namnet Tantolunden. Själva malmgården stod dock kvar ända fram till 1930-talet.
Namnet Zinkensdamm hänger ihärdigt med i myndigheternas arkiv – år 1800 kallas malmgården "Meuble-Handlaren Carl Ad: Grewesmühls Tomt och Ägor. Zinkens damm kallade" och på 1820-talet benämns egendomen "Apothekaren Göranssons Ägor. Zinkens damm kallade" i församlingsritningarna. Zinkensdamm blev officiellt namn på parken vid korsningen av Ringvägen och Krukmakargatan år 1915.

## Historiska bilder

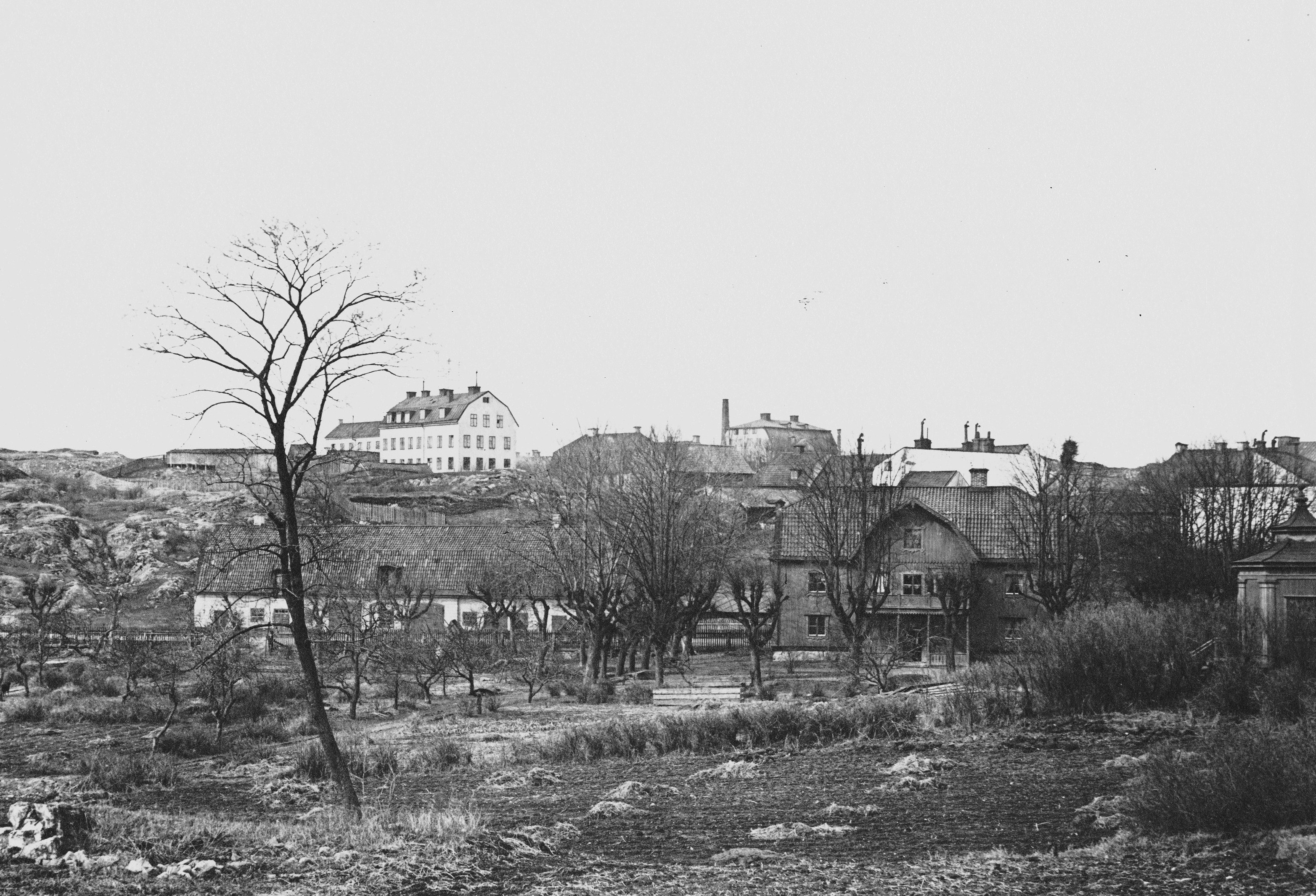
Zinkensdamms gård, fotografi av Kasper Salin, 1890.
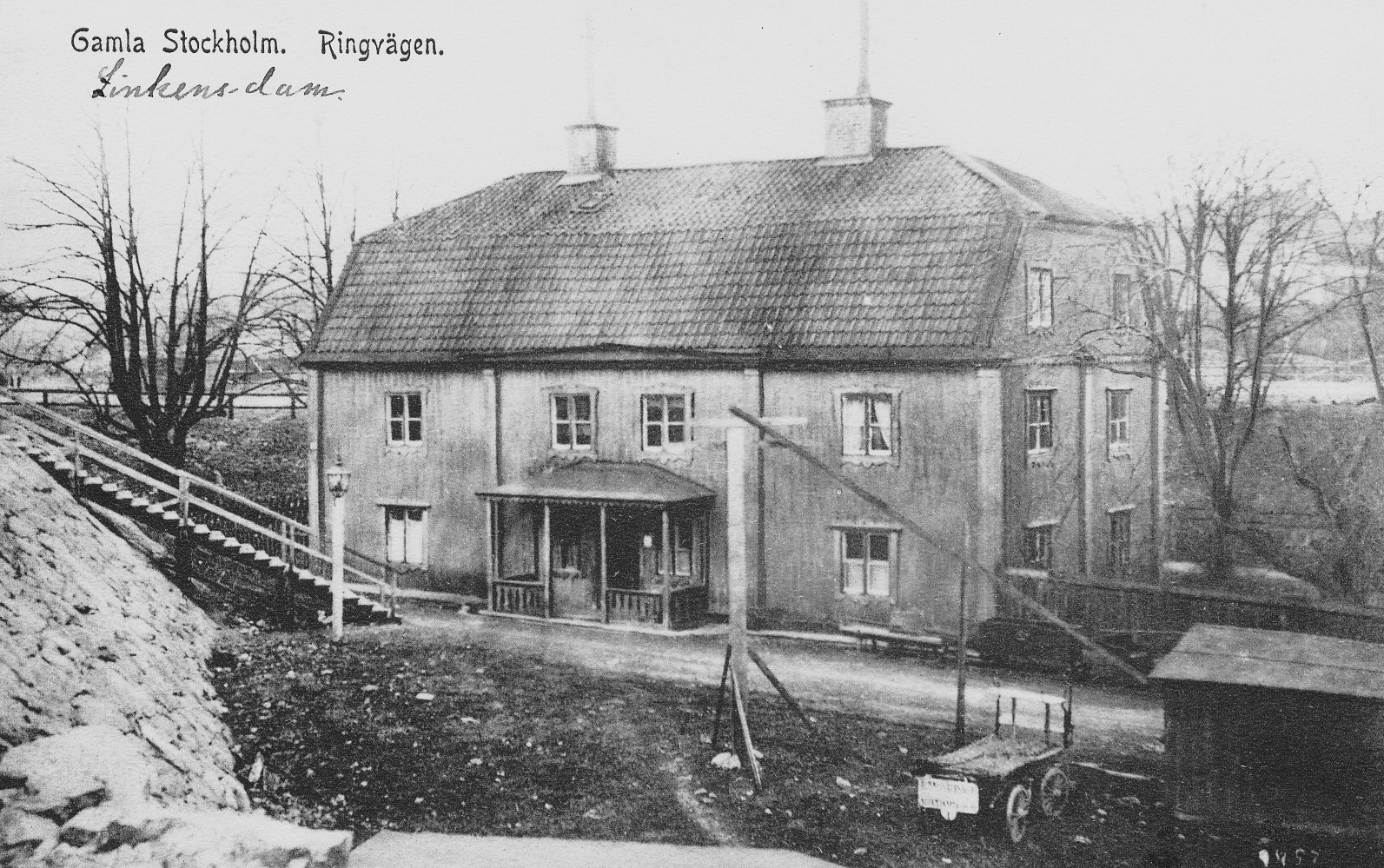
Zinkensdamms gård, vykort 1900.
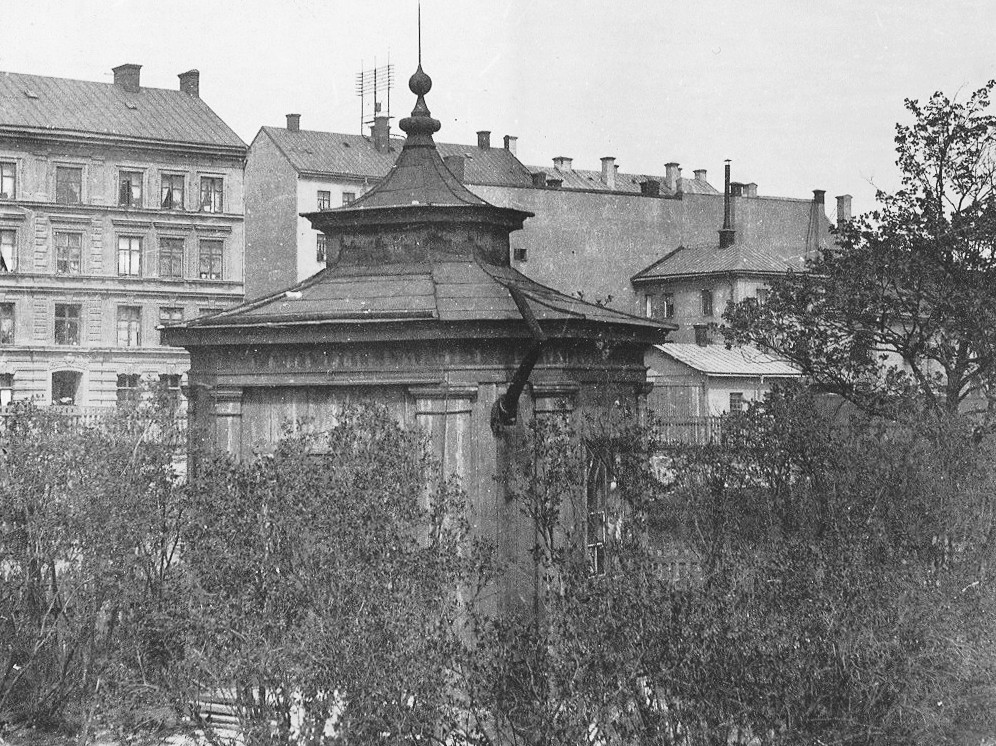
Zinkensdamms lusthus 1900.
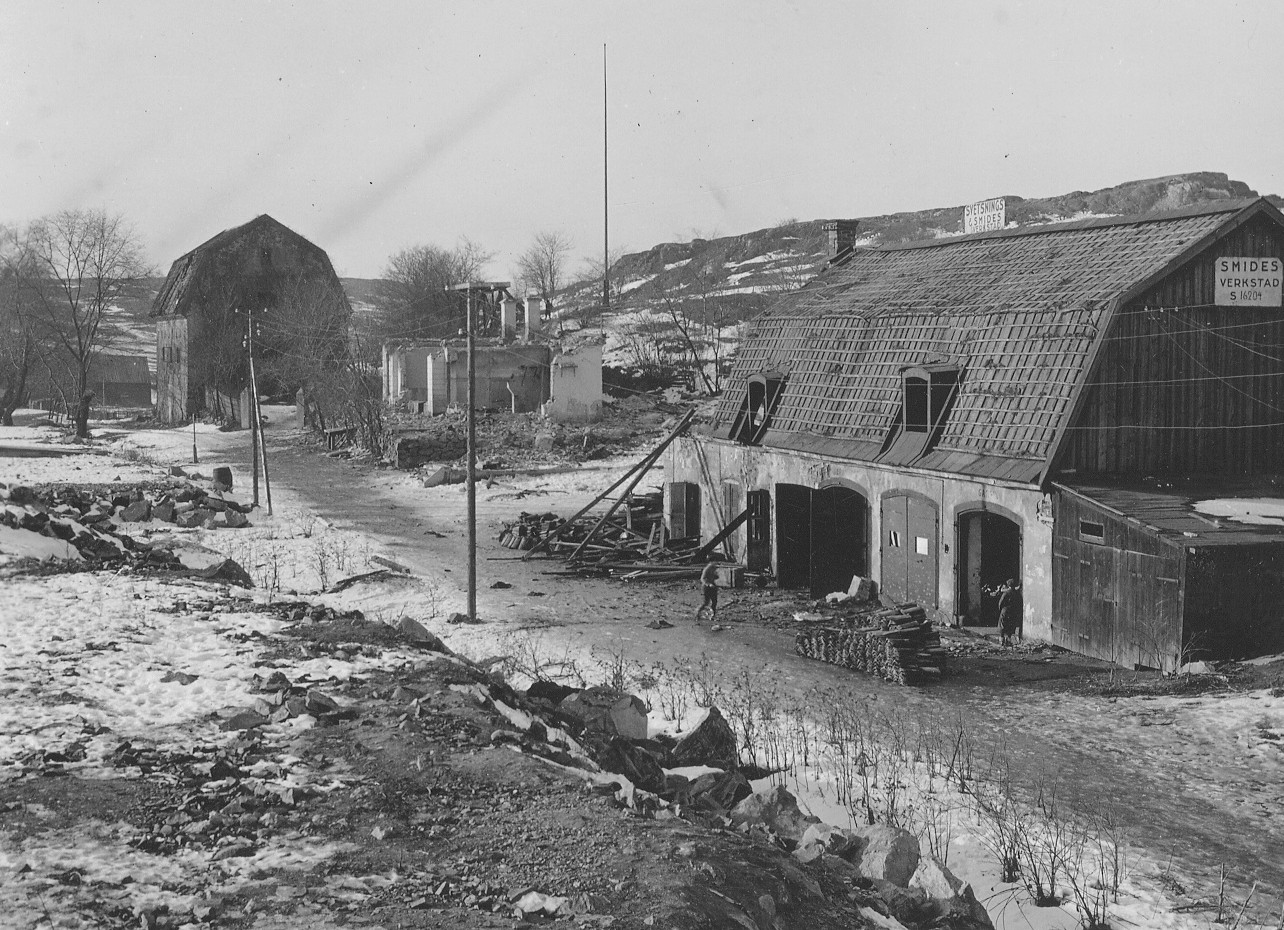
Zinkensdamms gård, rivning 1934-1935.

På ett fotografi från år 1890 taget av Kasper Salin syns den enkla huvudbyggnaden av trä, med brutet tak, antagligen tillkommet på Grevesmühls tid. Till vänster på bilden syns den stenladugård av gråstensblock som Grevesmühl lät uppföra och till höger skymtar ett lusthus i mer karolinsk stil, vilket föranleder en gissning att det härrör från Drakenhielms tid. Gården låg ungefär på den plats där Zinkensdamms idrottsplats i början av 1930-talet började anläggas, det vill säga vid korsningen av Ringvägen och Krukmakargatan.
Den sista boende på Zinkensdamms huvudbyggnad var en fru Hilma Wahlberg. 1934 revs gården och Zinkensdamms ekonomibyggnader. Att riva den stora stenladugården beredde viss möda. Den var nämligen uppförd av grova gråstensblock som sammanhölls av järnkramlor.

## Nutida bilder

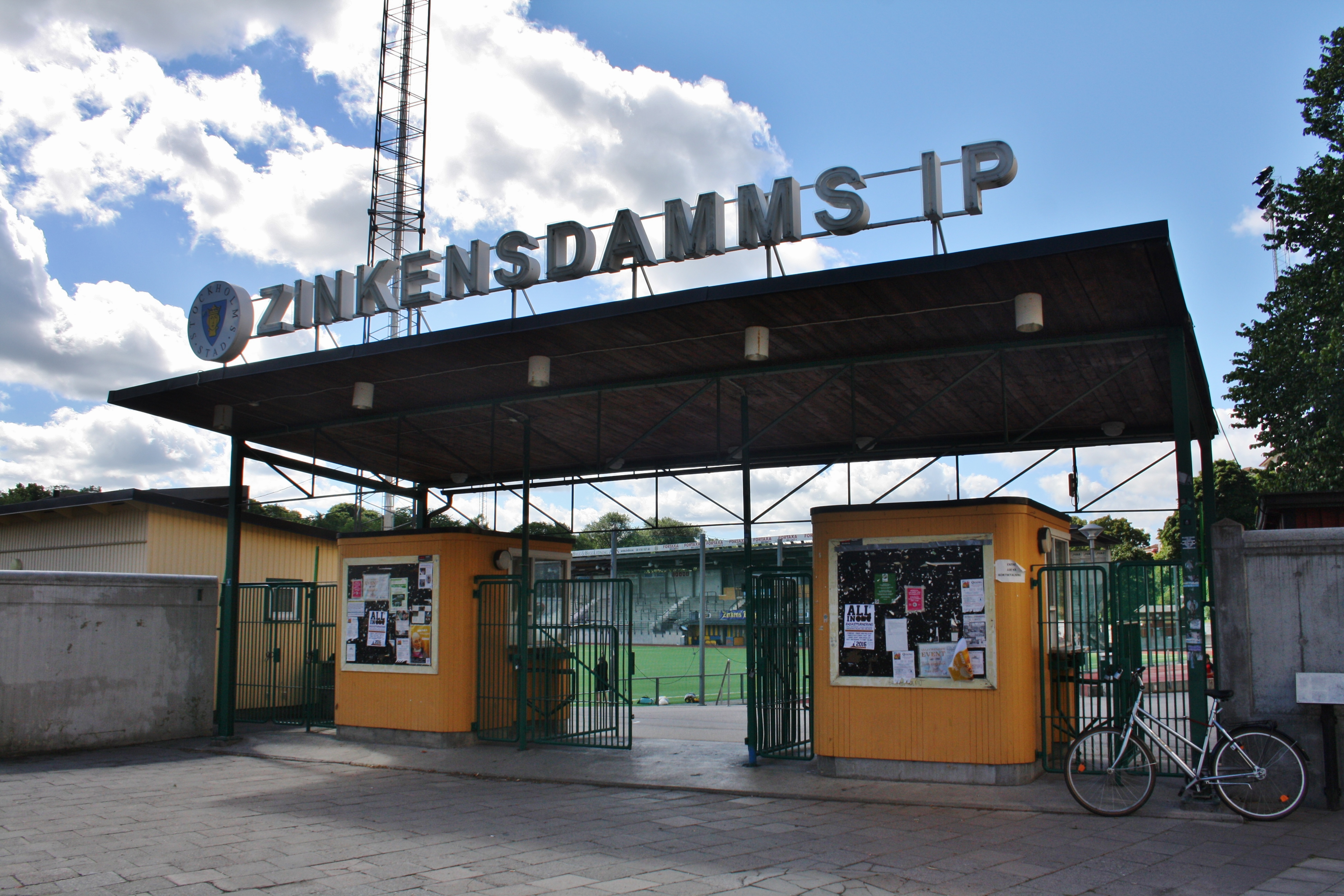
Zinkensdamms IP, entré
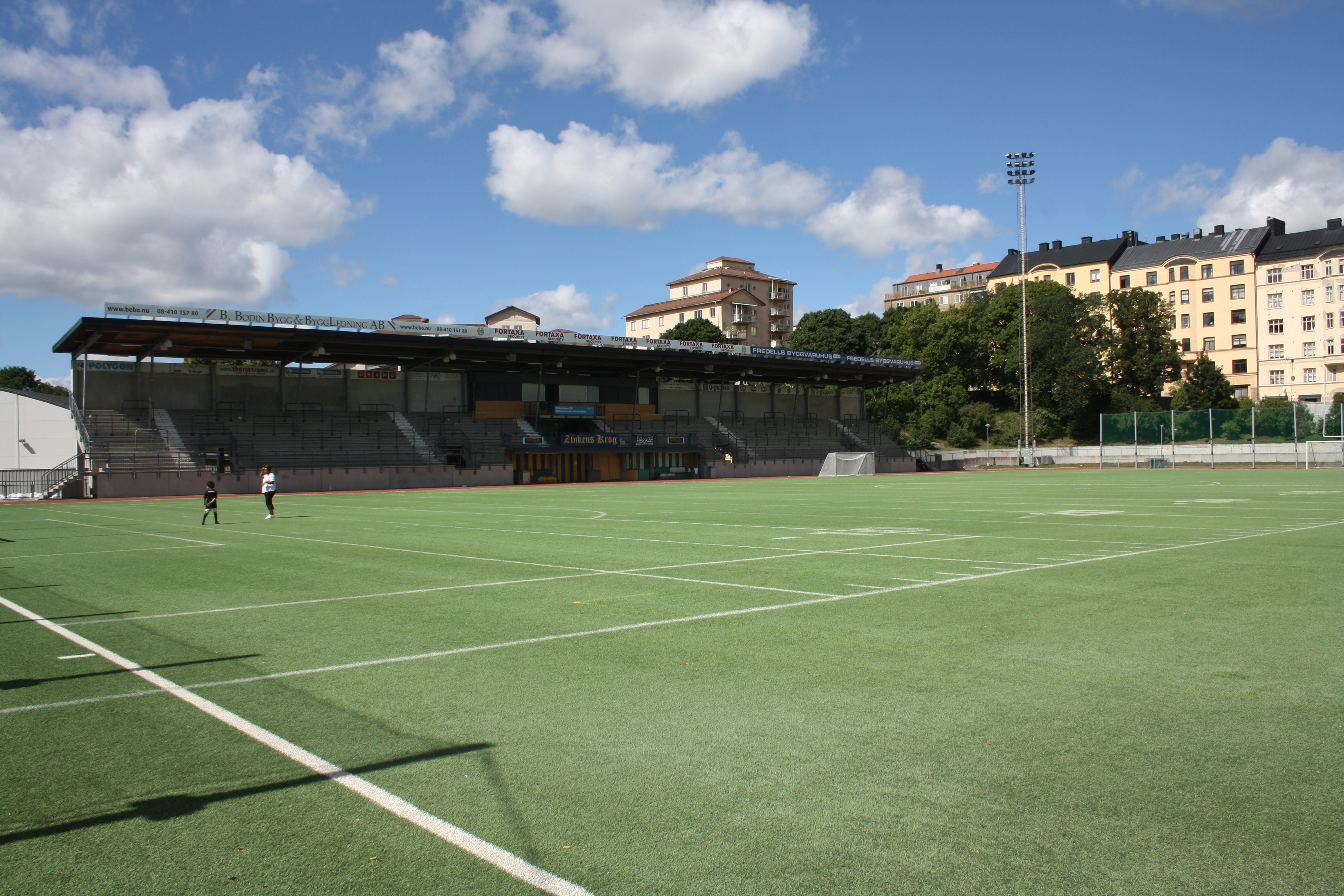
Zinkensdamms IP
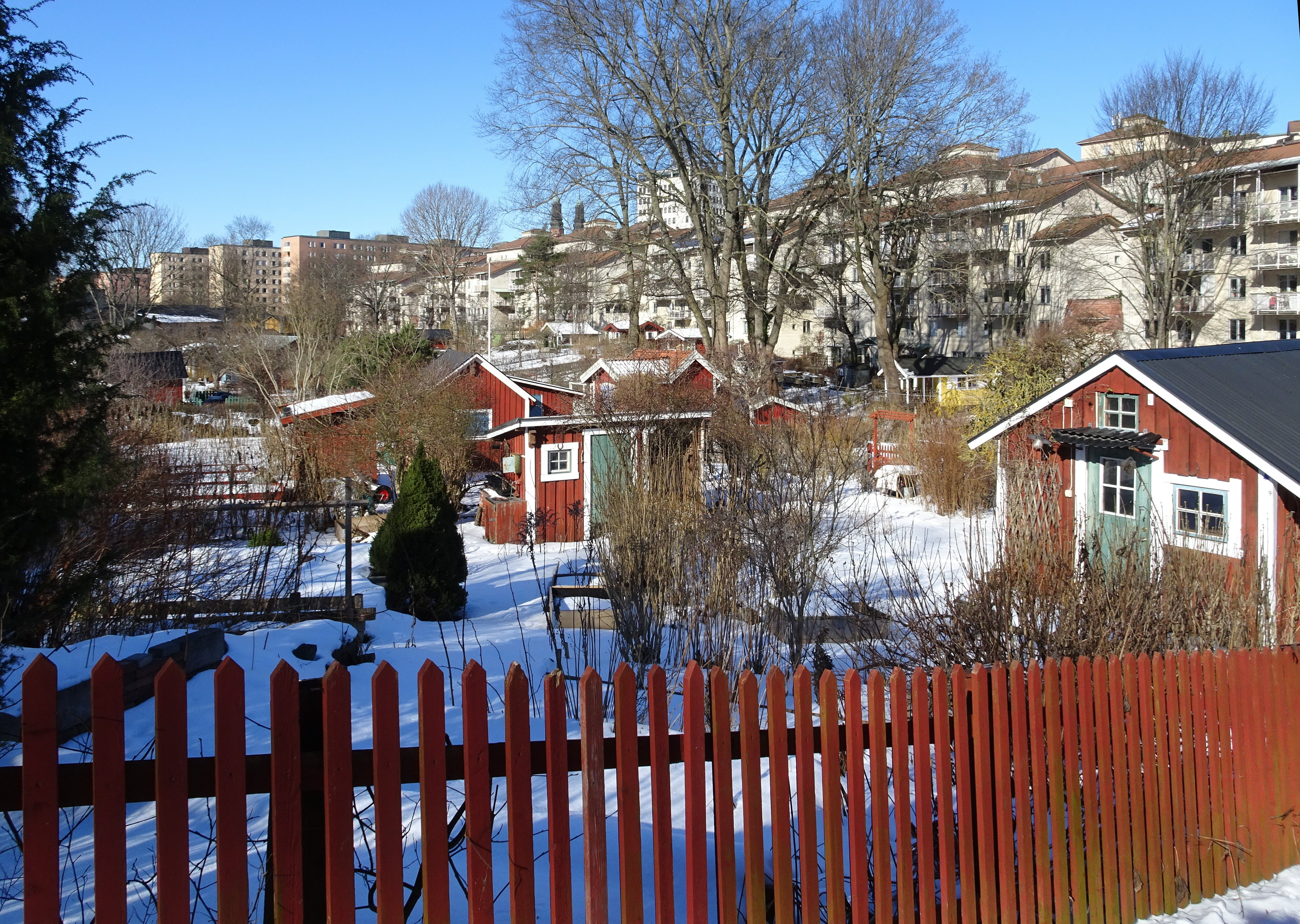
Zinkens Odlarförening
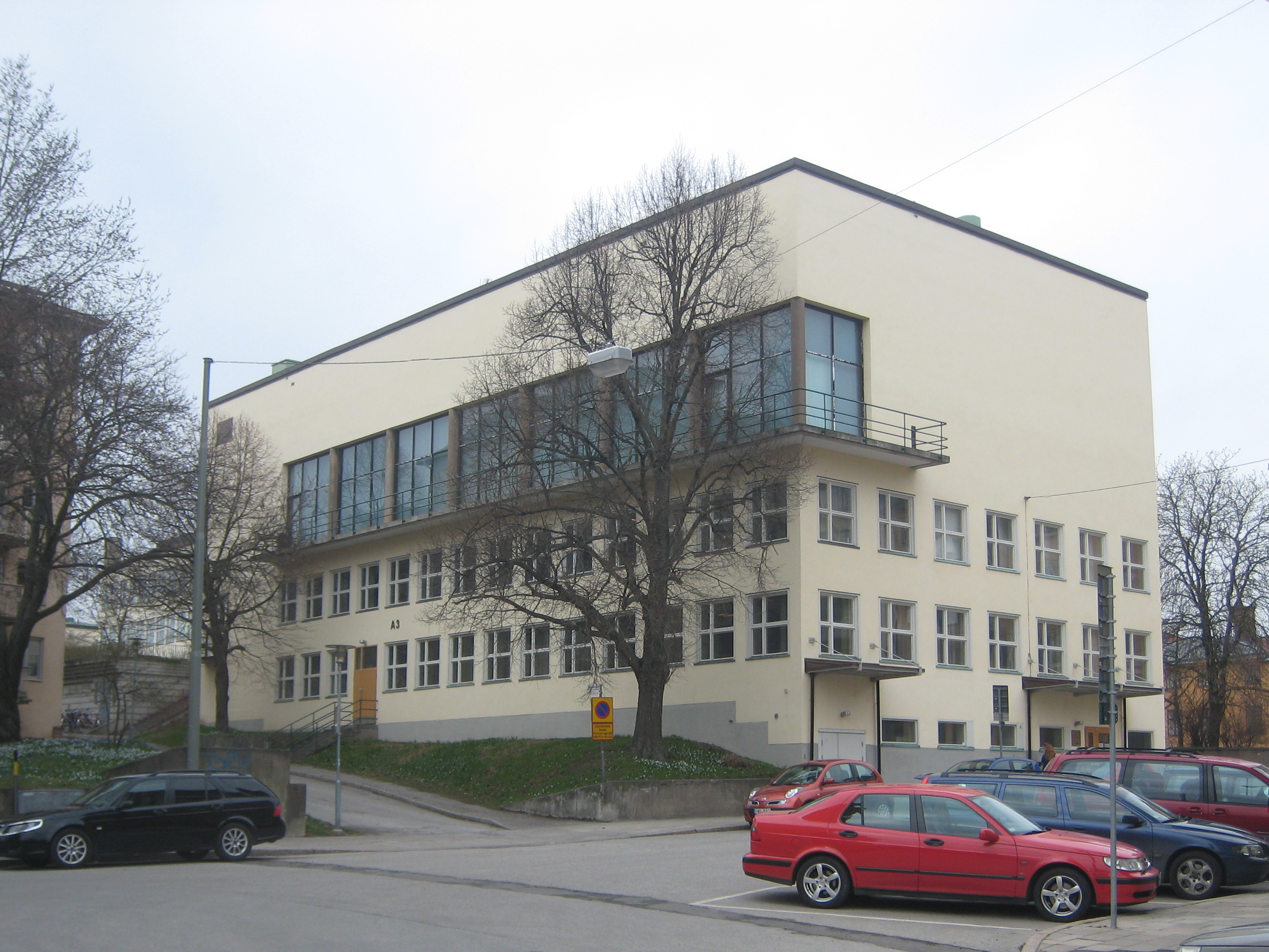
Zinkendammsskolan